# Trine Palludan
Trine Palludan es una deportista danesa que compitió en vela en la clase Yngling.
Ganó una medalla de oro en el Campeonato Mundial de Yngling de 2004 y cinco medallas en el Campeonato Mundial de Match Race Femenino entre los años 2013 y 2018.

## Palmarés internacional
| Campeonato Mundial | Campeonato Mundial | Campeonato Mundial | Campeonato Mundial |
| Año                | Lugar              | Medalla            | Clase              |
| ------------------ | ------------------ | ------------------ | ------------------ |
| 2004               | Santander (España) | Medalla de oro     | Yngling            |

| Campeonato Mundial | Campeonato Mundial     | Campeonato Mundial | Campeonato Mundial |
| Año                | Lugar                  | Medalla            | Clase              |
| ------------------ | ---------------------- | ------------------ | ------------------ |
| 2013               | Busan (Corea del Sur)  | Medalla de plata   | Match race         |
| 2014               | Cork (Irlanda)         | Medalla de plata   | Match race         |
| 2015               | Middelfart (Dinamarca) | Medalla de plata   | Match race         |
| 2017               | Helsinki (Finlandia)   | Medalla de bronce  | Match race         |
| 2018               | Ekaterimburgo (Rusia)  | Medalla de bronce  | Match race         |